# Густав Адольф (герцог Вестерботтенський)
Густав Адольф, герцог Вестерботтенський, наслідний принц Швеції (швед. Gustaf Adolf Oscar Fredrik Arthur Edmund; 22 квітня 1906 — 26 січня 1947) — старший син Густава VI Адольфа і Маргарити Коннаутської, спадкоємець престолу другої черги (після свого батька), не царював. Його мати була онучкою британської королеви Вікторії. 26 січня 1947 року загинув в авіаційній катастрофі. Батько нині правлячого короля Швеції Карла XVI Густафа.

## Біографія
Принц Густав Адольф був офіційним представником Швеції у 1930 р., мав дипломатичні зустрічі з багатьма нацистськими лідерами, включаючи Адольфа Гітлера і Германа Вільгельма Герінга (Г. В. Герінг мешкав у Швеції і мав велику кількість друзів серед шведської національної еліти), а плітки про це зробили його непопулярним серед багатьох шведів. Позаочі названого німецьким принцом (tyskprinsen). За свідченнями очевидців та сучасників Густав Адольф не мав приятельських стосунків з нацистами та не мав особистих відносин з Германом Герінгом (Staffan Skott «Alla dessa Bernadottar», the anti-Nazi newspaper «Expressen»). 19 жовтня 1932 р. Густав Адольф одружився з Сибіллою Саксен-Кобург-Готською, котра була донькою Карла Едуарда, герцога Саксен-Кобург-Готського.
Принц Густав Адольф вельми рідко розказував про питання, що стосувалися державної політики, він не залишив жодного письмового свідчення про свої політичні симпатії чи антипатії, тому ця тема залишилася предметом спекуляцій для істориків та журналістів. Густав Адольф виражав підтримку Фінляндії під час війни, брав участь у Зимовій війні та у Повторній війні. За життя свого діда Густава V, Густав Адольф був другим у черзі престолонаслідування, після свого батька Густава VI Адольфа.

## Престолонаслідування
Згідно з етикетом звернення до принца Густава Адольфа — Ваше Королівська Високість, сер.
Принц Карл XVI Густаф отримав у спадщину від власного батька Густава Адольфа геральдичний знак: в гербі Королівства Швеції зображення герба герцогства Вестерботтен (від титулу герцог Вестерботтенський).
У 1950 р., через три роки після його загибелі, помер його дід Густав V. Спадкоємцем престолу став єдиний син герцога Вестерботтенського Карл — король Швеції Карл XVI Густаф.

## Родина
Дружина — Сибілла Саксен-Кобург-Готська (1908 — 1972), донька Карла Едуарда, герцога Саксен-Кобург-Готського
Діти:
- Маргарета (1934 р.)
- Брігітта (1937-2024)
- Дезіре (1938 р.)
- Крістіна (1943 р.)
- Карл XVI Густаф (1946 р.)

## Скаутинг
Принц Густав Адольф був скаутом. Мав відзнаки бойскаута в Англії, став інструктором скаутів. А коли було сформовано в Швеції скаутську організацію швед. Svenska Scoutrådet він став першим її президентом і головним скаутом. Він був лідером шведського 5-го Всесвітнього зльоту скаутів у 1937 році та навчального Всесвітнього скаутингу в 1939 році. Він служив у Комітеті Всесвітньої Скаутської організації з травня 1937 р. до своєї загибелі.

## Нагороди
- Кавалер Ордену Серафимів (22 квітня 1906 р., Швеція)
- Кавалер Ордену Карла XIII (від народження, Швеція)
- Орден Слона (1933 р., Данія)
- Орден Полярної зірки
- Орден Меча
- Орден Данеборг

## Військова кар'єра
Густава Адольфа підвищили до військово звання підполковника Збройних сил Швеції в 1940 році.

## Галерея

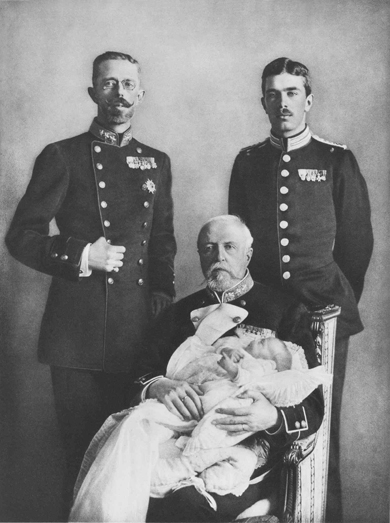
Принца Густава Адольфа тримає на руках його прадід короля Оскар II
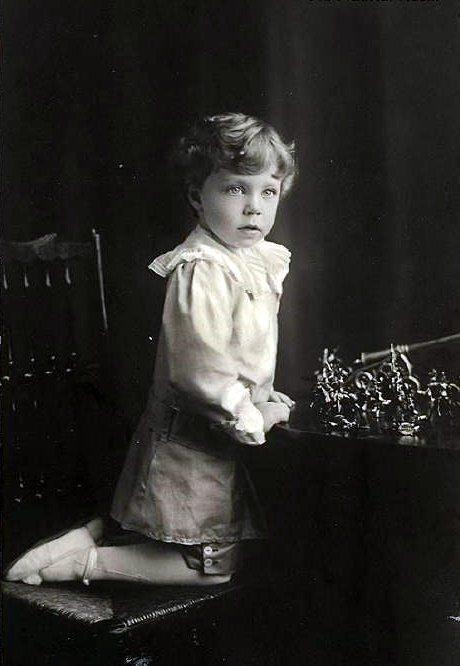
Принц Густав Адольф 1909 р.
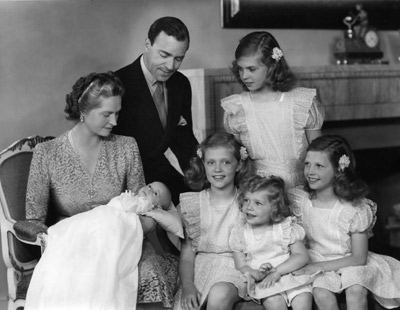
Родина Густава Адольфа в Швеції
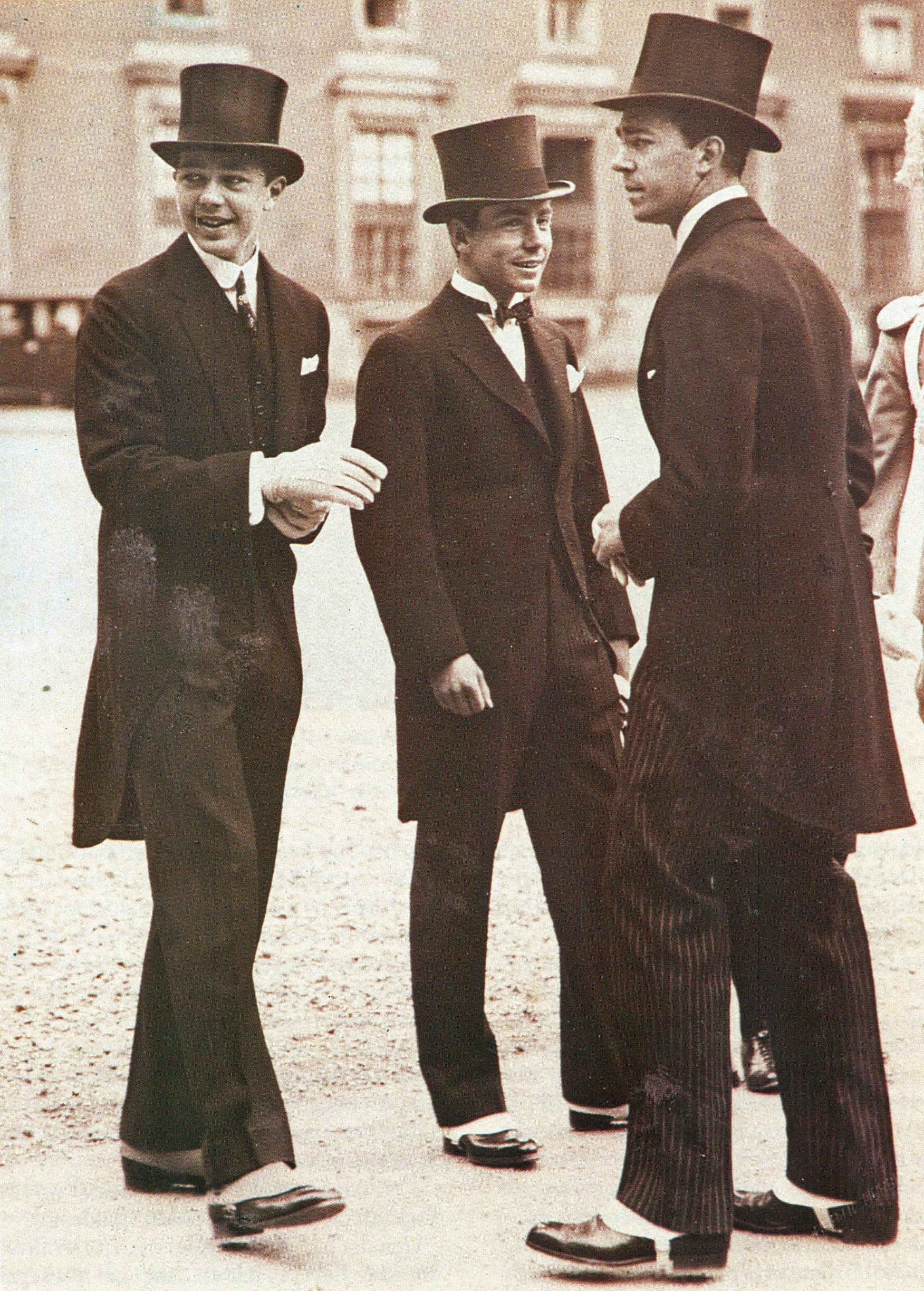
Принц Густав Адольф із двома братами, принцом Бертилем і принцом Сігвардом (Королівський палац)
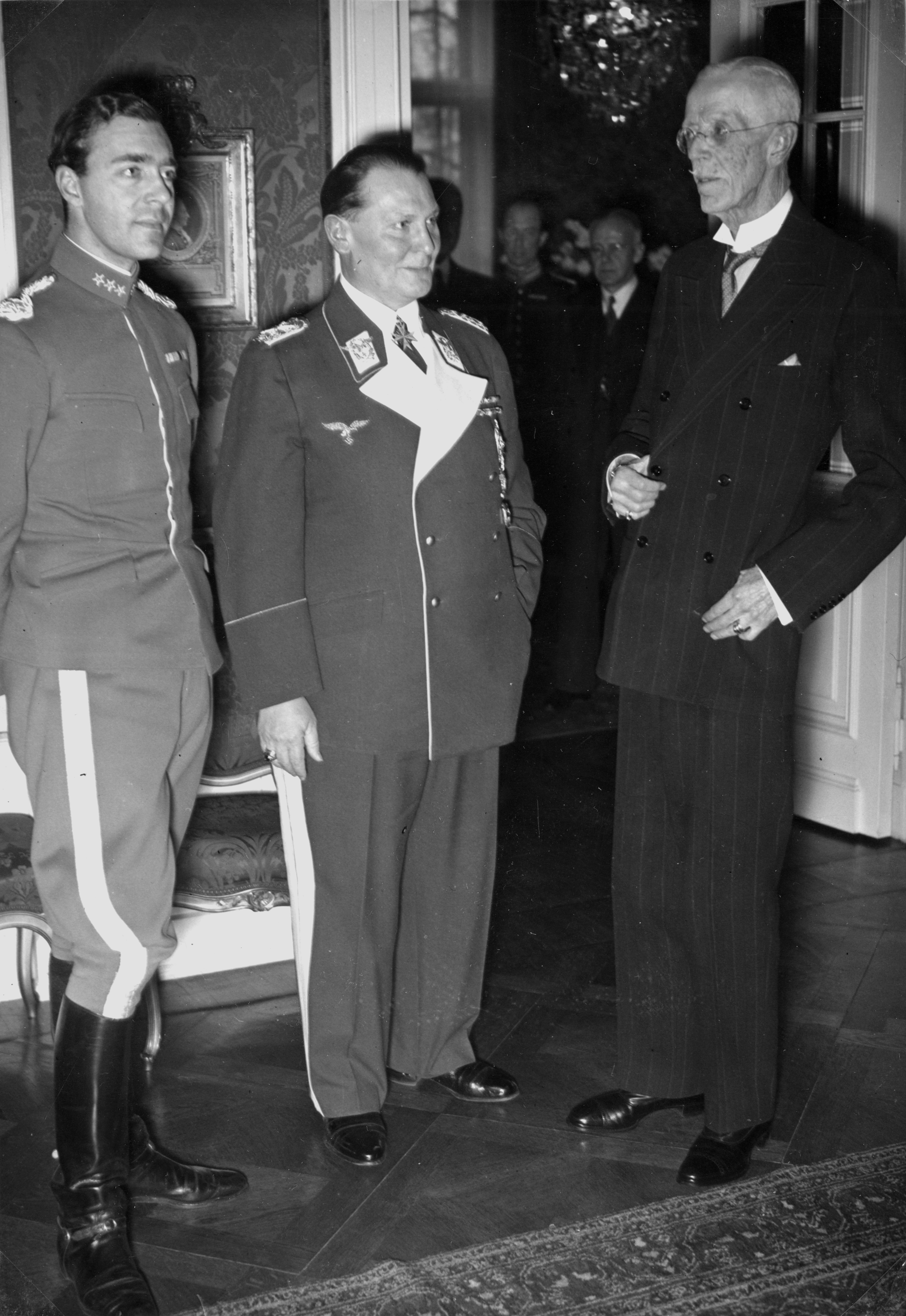
Принц Густав Адольф, Герман Герінг і король Густав V у Берліні (лютий 1939 р.)
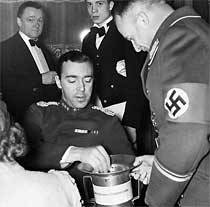
Густав Адольф надає ґрант німцям у Берліні (1939 р.)
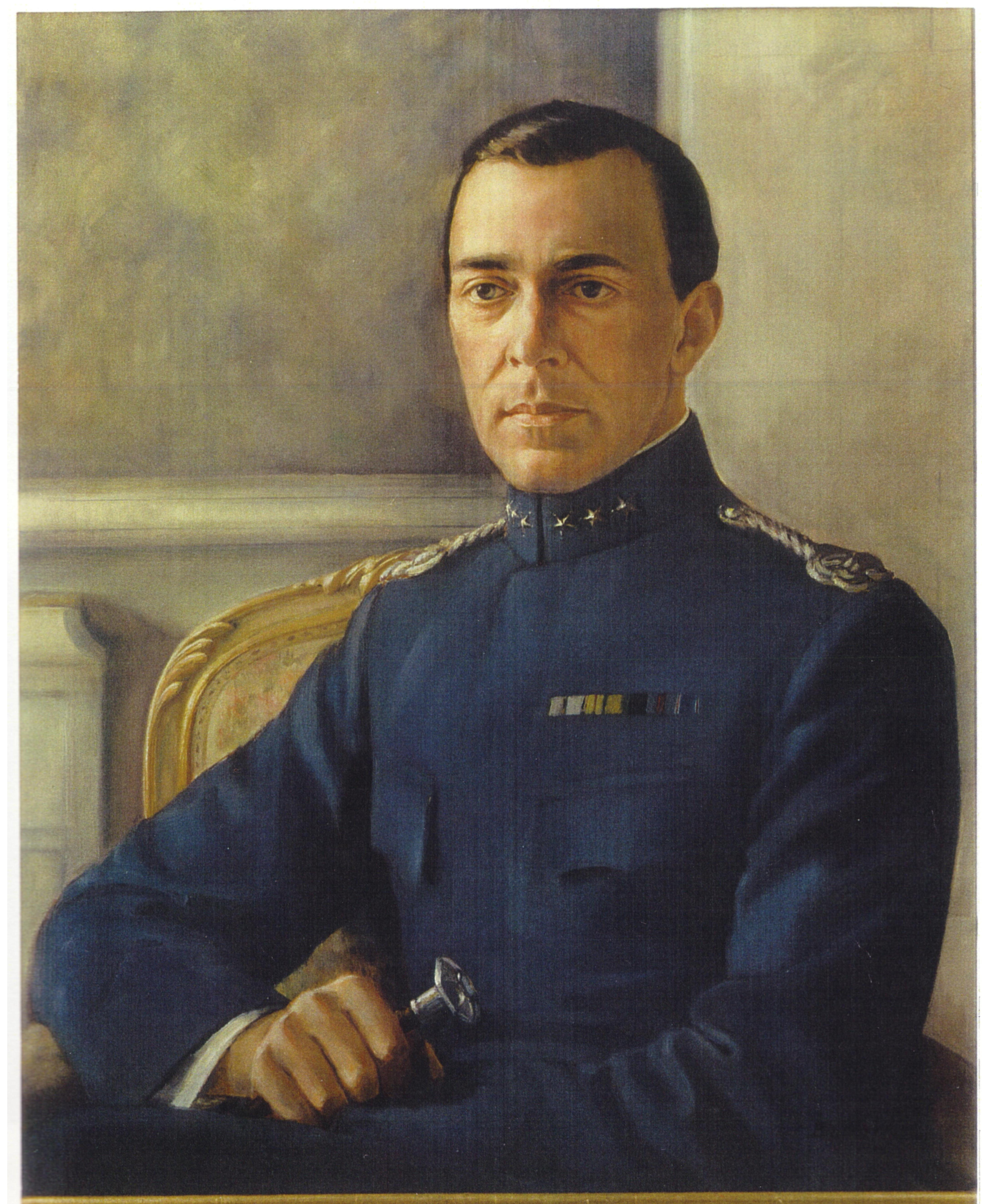
Портрет шведського принца Густава Адольфа в 1939 р. - шведський художник Б'янка Валлін (1909-2006)
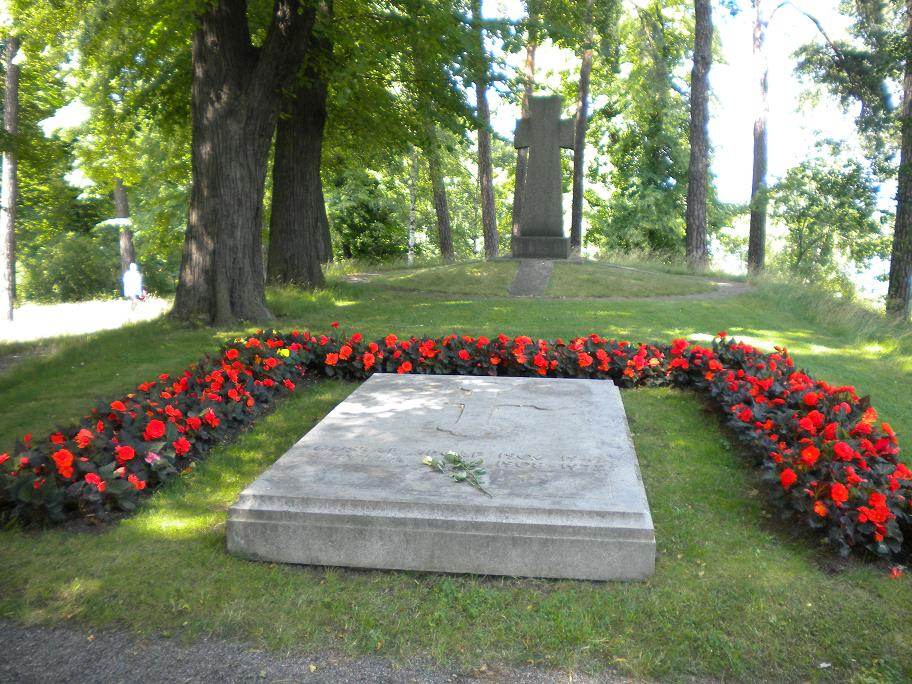
Надгробок Густава Адольфа та Сибілли Саксен-Кобург-Готської у Швеції